# Kibéd
Kibéd (románul Chibed) község Romániában, Maros megyében. Az egykori Marosszék egyik legnépesebb faluja, a hagymatermesztés hazája.

## Fekvése
A Kis-Küküllő jobb partján, 370 méterrel a tengerszint felett fekszik. Hosszúsága 2 km, szélessége 700 m (1999-es statisztikák szerint).
Orbán Balázs így jellemzi: „Kibéd a Marosszék legnagyobb és legszebb faluja, mely az Uron és Tabika patakok Küküllőbe ömlésénél fekszik”, és megállapítja (1860-ban), hogy Kibéd határa 6553 holdat tesz ki, melyből 1807 hold a szántó, 849 hold kaszáló, a többi erdő, legelő és terméketlen.
A csapadékmennyiség évi 800–900 mm. A Küküllő vize nyáron 20-25 fokra is felmelegszik. Áradásai nem veszélyesek.
Távolsága fontosabb városoktól:
- Marosvásárhely: 50 km
- Szováta: 10 km

Szomszédos települések:
- Sóvárad
- Nyárádmagyarós
- Székelyabod
- Makfalva
- Szolokma
- Siklód

## Neve és kialakulása

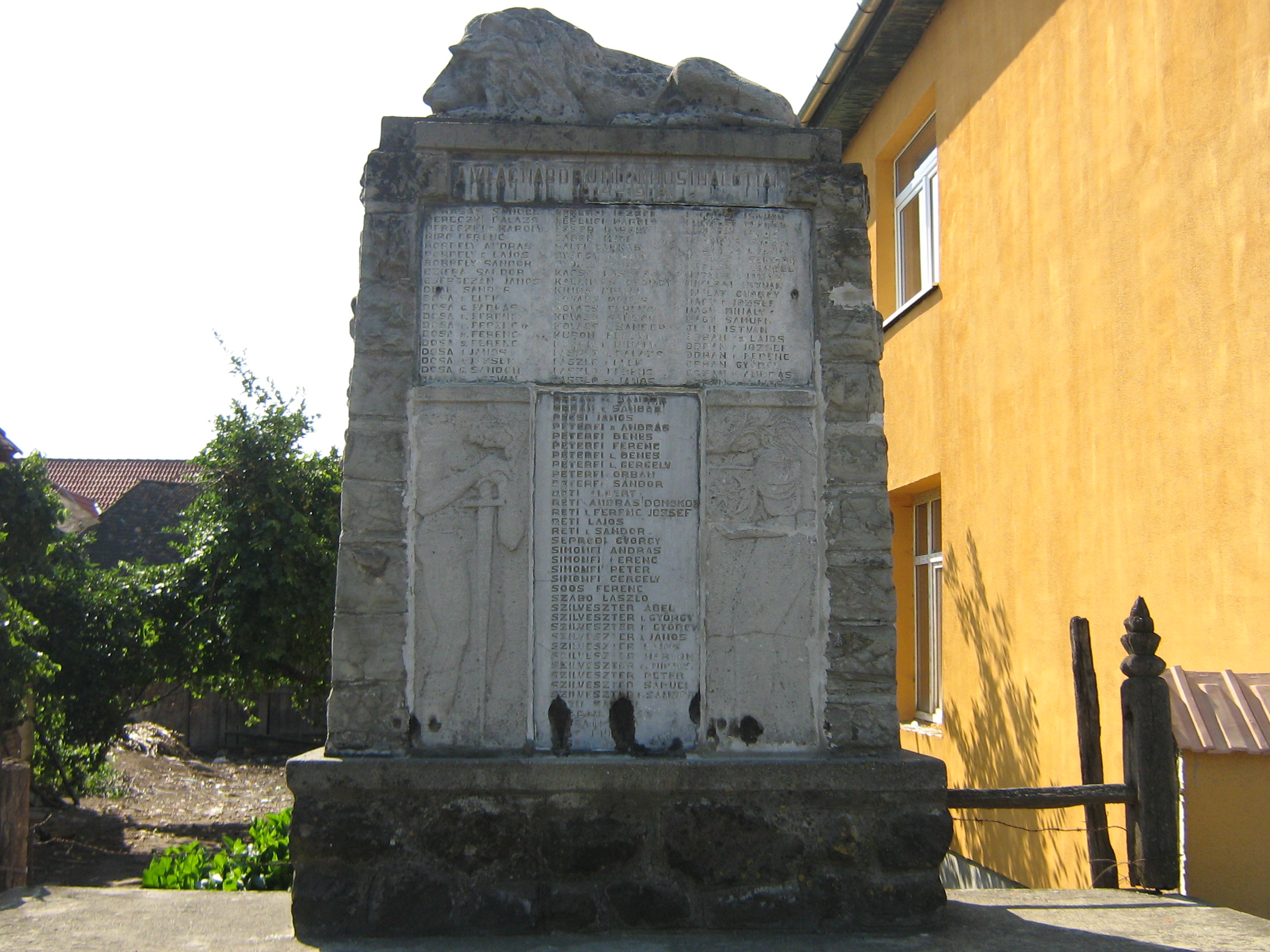
Hősi emlékmű Kibéden

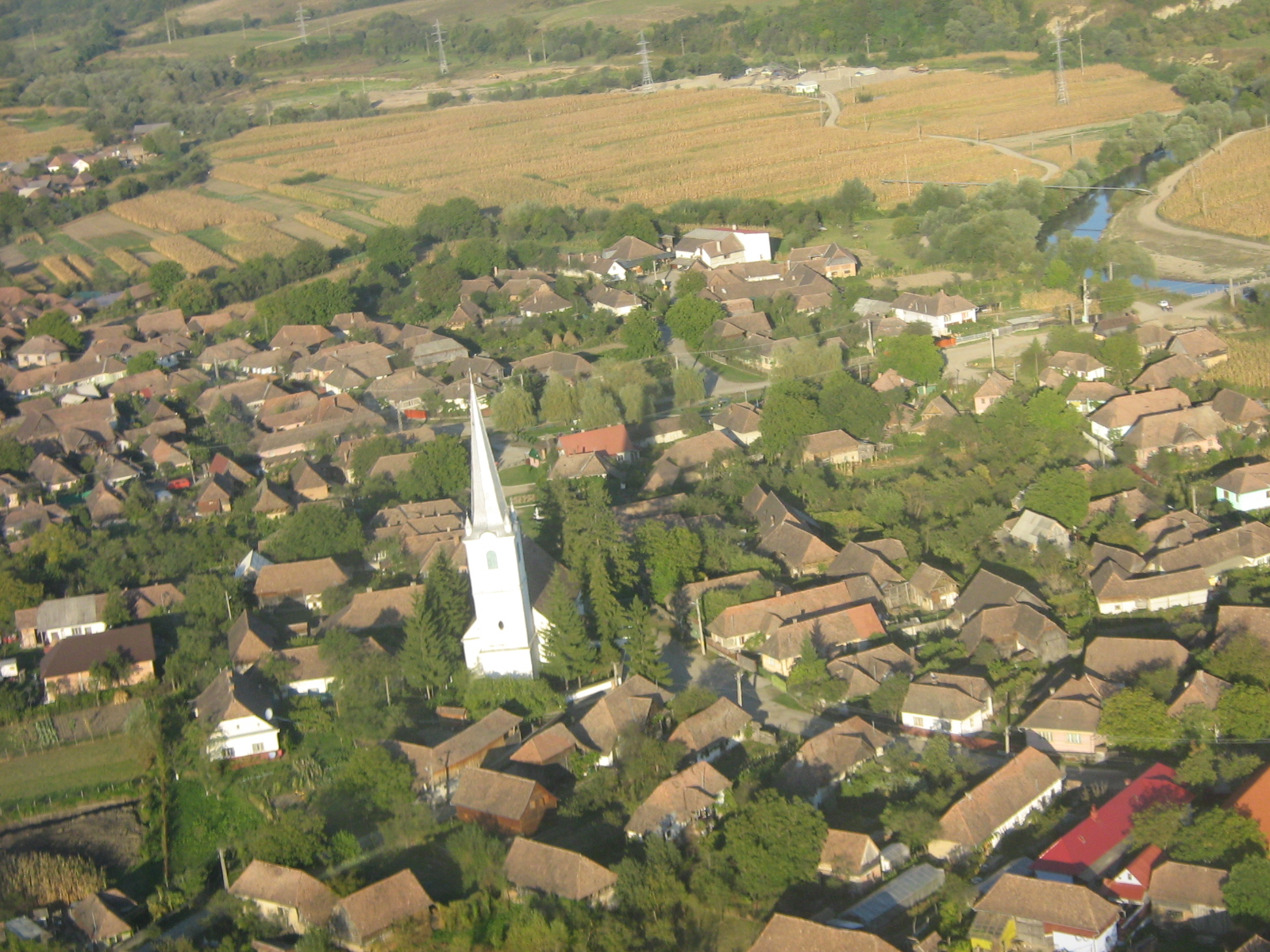
Kibéd

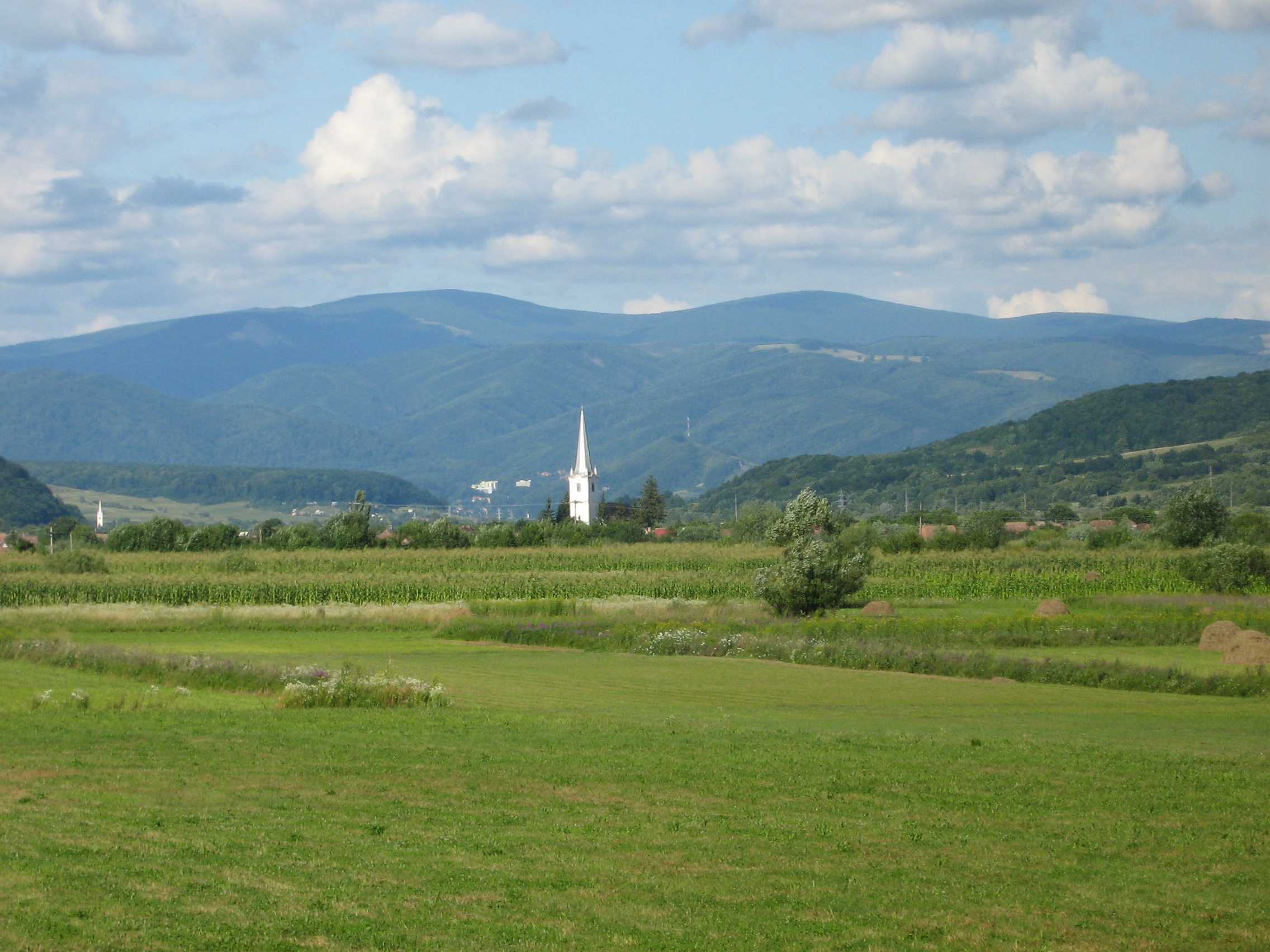
Kibéd

A Kibéd helységnév titka ismeretlen. A kibédi népi etimológia próbál magyarázatot keresni, ez azonban annyira együgyűen naiv, hogy aligha tekinthető biztos forrásnak. (Mivel az egész völgyi síkságot, ahol ma kiépült Kibéd, egykor mocsaras, zsombékos nádasok tették művelhetetlenné, lakhatatlanná, innen hangzott volna fel a vízi madarak hangja, sípolása, bölömbika bőgése és tette volna fel a vándor a kérdést: Ki bőg, ki bég? Így született volna meg a helységnév.)
Kibéd helynév valószínűleg idegen eredetű és etimológiája is tisztázatlan. Kniezsa helynévkutatónk és magyarázónk szerint a „d” képző a régies képzők közé tartozik. Itt a vidéken gyakori a „d” képzős helynév, Siklód, Parajd, Abod, stb. Az első felbukkanásakor 1499: Kibjed, 1503: Kijbed, 1561: Kibed, 1575: Kybed, Kybéd, 1602:Kibéd. Az impériumváltás után 1919-ben keletkezik a mai hivatalos elnevezés, de csupán annyi a különbség, hogy román ortográfiával leírva Chibed lesz. Tehát megállapíthatjuk, hogy több mint félezer esztendő alatt a helységnév változatlanul fennmaradt.

## Története
Titok köde fedi a település korát és kialakulását egyaránt. Csak az általános településtörténet adataiból tudunk valószínű következtetéseket levonni Kibédre vonatkozólag. „Erdély első biztos telepesei a fejlett újkőkorszak kultúrájának hordozói, akik… földet művelnek, állatokat tenyésztenek, vadásznak, halászatot űznek.” Ez a Kr.e. 4000-2000 közti időszak. Az újabb kőkorszak után jönnek a fémkorszakkal jelzett idők: bronz, vas stb. Völgyünk felső szakaszán több helyen bukkantak rá az e korszakokat képviselő népek telepeinek romjaira: Nagykend, Erdőszentgyörgy, Hármasfalu stb. Így nem kétséges, hogy Kibéd környékén is volt ősi település.
A legelső biztos telepesek Kibéd határában a rómaiak. Ezen a környéken található Csombod vára is. Tény, hogy a római katonák elszállásolására a két nagyobb méretű vár, Mikháza és Sóvárad szolgált. A Váradon talált feliratos tégla alapján C.P.A.L.P. megállapították azt is, hogy - „Cohors pedestris Alpinorum” - vagyis az alpesi gyalogos alakulatok egyik egysége tanyázott a közeli várban és a kibédi határon levő megfigyelőn. (A XIII. légióhoz tartozott.) A rómaiak visszavonulása után egy ideig csend borul a Küküllő felső völgyére. De a népvándorlók felderítő és szálláskereső sergei bizonyára hol hosszabb, hol rövidebb ideig megfordultak vidékén. Hol sűrűbb rajok, hol gyérebbek vernek sátrat, halásznak, vadásznak a Kis-Küküllő felső völgyében. Az erősebb nemcsak legyőzi a gyengébbet, hanem magába is olvasztja, asszimilálja. Ez történik a gyér bolgár-szláv őslakossággal is, amikor eleink előbukkannak fegyverrel a kezükben az erdők tisztásain. A küzdelem rövid, de a megtelepedés hosszasnak, máig tartónak bizonyult. Egykori elődök itteni tanyázásáról és őseinkkel való egybeolvadásról tesznek tanúbizonyságot, amelyek mindmostanig itt és a környéken közismertek: Cserna, Dorna, Szurdok, Szreda, -Szereda, Torboszló stb. de lehet idegen népek hagyományszava: Kibéd, Csombold, Ecsenye, Halmék, Kabuka, Kotrán, Köcsind, Tabika, Urásza stb.
Népünk itteni megjelenésének valószínű ideje a 12. század vége, de a 13. század elején kétségtelenül már itt voltak. A pásztoréletről a földművelésre átmenetel kora a 13. század elejére tehető. A néphagyománynak abban a tekintetben hitelt adunk, hogy a legelső települési hely nem a mai falu helyén,  hanem a községtől északnyugatra lévő domboldalon, az ún. „Kovácskertben” lehetett.
A megtelepedés és a földek, legelők, erdők elosztása a kis telepek, a későbbi falvak között kétségtelenül a székely nemek és ágak szerint történt. A székely nemzetségnek 6 neme és 24 ága volt. Ezekből Kibéden telepszik meg az Örlöc nem Szovát ágán a Dósa család, Seprőd ágán a Szilveszterek, az Ábrám nem Nagy ágán az Orbán és Nagy család képviselői, a Jenő nem Szomorú ágán a Péterfiek és megintcsak a Szilveszterek. Ezeket a családokat  ősfoglalóknak tekinthetjük. A kovácskerti őstelepet valószínűleg az 1241-es tatárjárás dúlja, perzseli fel. E katasztrófa leírásánál is csak a szájhagyományra támaszkodhatunk. Csupán az a pár tatár nyílhegy számít tárgyi hagyatéknak, amit a szomszédos Abod határában találtak. Kibéd lakosságának nagy része is áldozatul esett a tatárok pusztításának. Az életben maradt nép már nem a kovácskerti ősi, leégett, megsemmisült szálláson kezdett új életet, hanem mivel már a síkon lecsapolás, árkolás révén tisztások szabadultak fel, ott kezdett építkezni.
A falu a kuruc harcokban csaknem teljesen elpusztult. Református temploma mai formáját 1820 és 1826 között nyerte el. Régi, 1552-ben épült temploma 1709-ben a kuruc harcokban leégett, 1710-ben újjáépítették. 1910-ben még 2633 magyar lakosa volt. A trianoni békeszerződésig Maros-Torda vármegye Nyárádszeredai járásához tartozott. 1992-ben 1854 lakosából 1850 magyar, 3 román és 1 német volt.
2003-ig Makfalva községhez tartozott, ekkor alakították önálló községgé.

## Népviselet
- Öreg ember öltözete: fekete kalap, buggyosujjú, csuklón összefogott ing, fekete, gombos lajbi, fehér harisnya, térden felül érő, lágyszárú csizma.
- Legényi öltözet: zöld kalap, fehér ing, piros, zsinóros lajbi, keményszárú, elöl beívelt csizma, fehér harisnya, fekete szegővel.
- Idős asszony viselete: fekete fejkendő, fekete lajbi, blúz, fekete, hosszú bő ráncos szoknya, fekete kötény, pirossal szegélyezett, lágyszárú csizma.
- Fiatal asszony és lány öltözete: színes fejkendő (vagy anélkül), fehér, bő ujjú ing nyak nélkül, vagy rövid, csipkés nyakkal, piros, mélyen bevágott, rövid lajbi, rövidebb, pirosszőttes, rakott szoknya, keményszárú csizma, vagy cipő.

## Népszokások

### Lakodalmi szokások
A kibédi fiatalság legszebb éveit városi szolgálatban töltötte. Ennek régi hagyománya van. Az otthoni munka nem biztosított akkora jövedelmet, hogy a házaséletre felkészülhessenek. A leánynak hozományra volt szüksége, a legénynek földet kellett vásárolnia az örökség mellé, hogy családja megélhetését majdan biztosítani tudja. Alkalmazást könnyen találtak, jó hírük volt minden városban.
Hazakerülve, hozva a fészekrakáshoz megtakarított pénzt, megkezdődtek a házassági előkészületek. A legény „faluba járása” keddi, csütörtöki és szombati napokon történt. Ha a fiatalok párválasztása komollyá vált, a leánykérésre szombat este került sor. A fiú szülei mentek a lányos házhoz, ahol köményes pálinkával, kőttes tésztával vendégelték meg őket. A szülők közösen állapodtak meg az esküvő napjában. Az eljegyzést követő kirakodó vásárban, vagy Nyárádszeredában vették meg a jegyajándékot. A vőlegény selyemkendőt, a menyasszony vőlegényi ingre valót, zsebkendőt vett. A jegyajándékokkal egyidőben meg is kezdik a szükséges bevásárlást a közelgő lakodalomra. Szombat délelőtt mennek a fiatalok „kikérdőre” a jegyzői irodára. A lakodalom is szombat napon szokásos. A vendégek meghívása már előző héten megtörténik. A lelkipásztor vasárnap délelőtt a szószékről kihirdeti a fiatalok házasságkötési szándékát és Isten áldását kéri a megkötendő frigyükre. A vendéghívogatást a pántlikáspálcás, felbokrétázott vőfélyek végzik. A tisztességtudó beköszöntő után ilyen formán hívják meg a háziakat: „Gazduram X.Z. hajadon leányának jövő szombaton tartandó esküvőjére, s az azt követő ebédre szívesen elvárják.” A lakodalom kora délután kezdődik mindkét háznál. Három óra táján indul a vőlegény násznépe énekszóval, lovas szekérrel. A násznagy így köszönt be: „Szerencsés jó napot szívemből kívánok, bátor vagyok azt itten megtudakolni, hol vagyon a násznagy, akivel tudjak szólani?” Ekkor kerül sor a menyasszony kikérésére. Nem adják ki első szóra, előbb elbújtatják, öregasszonyt hoznak helyette. A kiadó násznagy beszéde: „Megkérem az egész csapatot, sereget míg vagy kettőt szólok, rám figyelmezzenek. Most már közületek egyet elbocsátok szárnyra, mint a galambot útnak indítjátok. Az úton, amelyen teszi most lépését, rózsaszín virágok fedezzék nyomait.” Ezután búcsúztatják el szüleitől, jó szomszédaitól, rokonaitól, barátnőitől. Leánytársai közül egy a menyasszony helyett búcsúzik: „Kedves édesapám legelső szavamat tehozzád intézem, a búcsúzásomat, ki engem tápláltál, ruháztál, szerettél, légy boldog úgy ezen, mint jövő életben. Adjon Isten szép kort, hogy soká lássalak, hogy mint jó leányod ápolgathassalak.” Ezt követőleg szekérre ülnek, elmennek a községházára a polgári házasság megkötése végett, onnan a templomba az egyházi eskütételre. Visszajövet megkerülik a falut, mintegy bemutatják az új asszonyt. Hazaérve kezdetét veszi a mulatság. Este „asztalt ülnek” ahol a vőfélyek szolgálnak fel. Már fényes nap van, amikor búcsút vesz a nászsereg. Szerencsét, bő gyermekáldást, búzát, békességet kíván az új párnak.

## Híres emberek
- Itt született 1725-ben Mátyus István orvos, tanár.
- Itt született Péterffy László tanár, fizikus, aki 61 évesen Bocsárdon halt mártírhalált.
- Itt született 1874-ben Seprődi János zenetörténész, népzenekutató.
- Itt született Madaras Gábor, népdalénekes.
- Itt született 1935-ben Geréb Attila református lelkipásztor, szociográfus.
- Itt született 1941-ben Madaras Lázár (írói álnevén: Kibédi László) közgazdász, újságíró, szerkesztő.
- Itt tanított és lakik Ráduly János tanár, író, helytörténész, mesegyűjtő, rovásírás-kutató.

## Látnivalók
- Bodor Péter által 1846-47-ben készített orgona, a református templomban
- Madaras Gábor emlékház